# Éric Volant
Pour les articles homonymes, voir Volant.
Éric Volant, né en 1926 à Ekeren (Belgique) et mort le 9 septembre 2013 à Montréal, était établi au Québec depuis 1949, était professeur retraité associé au département des sciences religieuses de l’université du Québec à Montréal. Il a enseigné aussi à la faculté de théologie à l'université de Montréal. Son champ d'enseignement a été l'éthique dans les programmes de théologie, de sciences des religions, d'études interdisciplinaires sur la mort, d'éducation morale et de Société, science et technologie. Ses recherches et ses publications ont été concentrées, dans un premier temps, sur les relations fondamentales entre culture et religion, éthique et religion, et, dans un deuxième temps, sur les enjeux de la mort et de la mort volontaire.
En 2003, il a remporté le prix de la Société des écrivains canadiens (section Montréal) pour son ouvrage La maison de l'éthique. Aux éditions Liber, il a également publié le Dictionnaire des suicides (2001), traduit en turc en 2005, ainsi que Culture et mort volontaire. Le suicide à travers les pays et les âges en 2006.
Éric Volant est membre de la Société des Écrivains francophones d'Amérique (ÉFA) et du PEN club, Québec (Montréal). Il est membre du comité d'éthique et de déontologie de l'Association québécoise des retraités des secteurs public et parapublic (AQRP. Il a également été membre du comité de rédaction du journal Reflets (AQRP).
En novembre 2007, il met en ligne l'Encyclopédie sur la mort en partenariat avec l'Encyclopédie de l'Agora.

## La maison de l'éthique
Publié en janvier 2003, cet ouvrage est une méditation sur l’éthique à travers la métaphore de la maison. L’auteur illustre son propos en puisant à la fois dans la littérature, les souvenirs personnels et l’expérience commune. « La maison est un archétype qui vit au fond de la mémoire humaine et couvre la totalité de l’être, physique et spirituel. La quête nostalgique de la maison est essentiellement une recherche d’identité ou une recherche ontologique. Elle met en évidence la dialectique qui caractérise l’anthropologie fondamentale, celle de l’errance et de l’enracinement, du recueillement et de l’ouverture, de l’inclusion et de l’exclusion, de l’appartenance et du détachement. »
Or, ces termes et la tension qui les relie sont ceux-là mêmes qui définissent l’éthique et la tâche qui est la sienne. En tant que sujet éthique, en effet, l’homme est aux prises avec trois lieux essentiels à sa condition : un lieu géographique (la terre), un lieu social et culturel (le monde), un lieu existentiel (son propre corps). L’éthique, c’est savoir habiter ces lieux en conciliant, de manière toujours précaire et provisoire, appel du dedans et appel du dehors, proximité et distance, intériorité et accueil de l’autre.

## Publications
- « Éthique », dans Joseph Jacques Lévy et André Dupras (dir.), Questions de sexualité au Québec, Montréal, Liber, 2008, 516 p. (ISBN 978-2-89578-150-9), p. 115-121.
- « Héraclite ou le jeu tragique du temps en perpétuel devenir », dans Philippe St-Germain et Guy Ménard (dir.), Des jeux et des rites, Montréal, Liber, 2008, 264 p. (ISBN 978-2-89578-159-2), p. 121-131.
- « Preface », dans J. Ruelland, Holy War. History of an Idea, Lewiston, Queenston (en) et Lampeter, Edwin Mellen Press, 2007, p. III-VII.
- « Notre destin de partager et d’aménager un espace avec les êtres et les choses », Équilibre, vol. 2, no 2,‎ été/automne 2007, p. 15-19.
- « Les mains de Vincent », dans Prodige de la main  (présenté par G. Calabrese), Montréal, Liber, 2006, p. 127-138.
- Culture et mort volontaire. Le suicide à travers les pays et les âges, Montréal, Liber, 2006, 412 p.
- La maison de l’éthique, Montréal, Liber, 2003, 240 p.
- Dictionnaire des suicides, Montréal, Liber, 2001, 383 p.
  - Traduit en turc par Turhan ligaz, Intiharlar Sözlügü, Istanbul, Sel Yayincilik, 2005, 331 p.
- André Bergeron et Éric Volant, Le suicide et le deuil, Montréal, Éditions du Méridien, 1998, 124 p.
- Éric Volant (dir.), J. Lévy (dir.) et D. Jeffrey (dir.), Les risques et la mort, Montréal, Éditions du Méridien, 1996, 399 p.
- J. Lévy, G. A. Samonà et É. Volant (dir.), « La mort en têtes », Frontières, vol. 11, no 1,‎ 1998, p. 72
- Éric Volant, « La face de la vie s'est détournée de nous », Frontières, vol. 4, no 3,‎ hiver 1992, p. 3-4.
- Jeux mortels et enjeux éthiques, Chicoutimi, Sapientia, 1992, 139 p.
- Adieu la vie… Étude des derniers messages laissés par les suicidés, Montréal, Bellarmin, 1990.
- Des morales. Crises et impératifs, Montréal, Éditions Paulines, 1985, 245 p.
- Le jeu des affranchis. Confrontation Marcuse-Moltmann, Montréal, Fides, coll. « Héritage et projet », 1976, 369 p.
  - Traduit en espagnol par J. J. Garcia Valenceja, El Hombre, Santander, Sal Terrae, 1978, 366 p.
- Maurice Boutin, Eric Volant et Jean-Claude Petit (dir.), L’homme en mouvement. Le sport, le jeu, la fête, Montréal, Fides, 1976, 211 p. (ISBN 9780775505993).
- Fernand Landry, Edmond Robillard et Éric Volant, Jeux olympiques et jeu des hommes, Montréal, Fides, coll. « Terre nouvelle », 1976, 109 p.

## Honneurs
- 2003 : Prix des écrivains francophones d'Amérique pour La maison de l’éthique
- 2003 : Prix Essai, Société des écrivains canadiens, section Montréal pour La maison de l’éthique